# Mastini Verona 2019
Questa voce raccoglie le informazioni riguardanti i Bengals Brescia nelle competizioni ufficiali della stagione 2019.

## Roster
| Roster dei Mastini Verona (2019) |
| --- |
| Quarterback - 7 Carlo Carminati - 13 Lorenzo Bassi Running Back - 21 Manuel Savoia - 39 Fabio Marinelli - 43 Youssef Ratib Wide Receiver - 12 Jacopo Ghidini - 15 Riccardo Brugali - 19 Marco Podavitte - 23 Alex Savoia - 89 Bruno Escobar - 88 Simone Venturi - 81 Mario Ballciti Offensive Linemen - 50 Diego Gennaro - 57 Luca Sterza - 58 Edoardo Gobbo - 70 Mattia Baldo - 75 Marcello Mutascio - 77 Andrea Spadoni - 78 Massimo Pasotto - 79 Alessio Antolini - 76 Eddy Rigo Defensive Linemen - 8 Elia Viviani - 34 Ghislain Ganlyen - 45 Manuel Argenta - 59 Simone Giacometti - 65 Diego Pilati - 97 Albert Bottey - 90 Giacomo Vitari Linebacker - 1 Attila Bonacci - 22 Andrea Malavasi - 37 Alessandro Sembenini - 40 Roberto Antino - 52 Mauro Merlino - 55 Elia Lazzeri - 5 Roberto Pilla Defensive Back - 9 Filippo Mutascio S - 11 Christian Costanzo S - 20 Gianmaria Baschieri S - 5 Pierpaolo Bozzini - 10 Giulio Marchi - 17 Simone Brega - 26 Jacopo Cagol - 30 Sonny Brunoro - 46 Andrea Albertosi Special Team Coaching staff Michele de Martin (HC) · Andrea Ventura (OC) · Christian Costanzo (DC) · Marco Podavitte · Filippo Pivetta (OL) · Diego Gennaro (DL) · Roberto Antino (RB) |

## Seconda Divisione FIDAF 2019

### Stagione regolare
| Pescantina 23 febbraio 2019, ore 20:30 | Mastini Verona | 35 – 7 (0-0 7-7 14-0 14-0) referto | Sentinels Isonzo | Velodromo San Lorenzo (108 spett.)\| Arbitro: \| Tomaz \| |
| Arbitro:                               | Tomaz          |                                    |                  |                                                           |

| Pescantina 2 marzo 2019, ore 20:30 | Mastini Verona | 28 – 3 (0-3 7-0 7-0 14-0) referto | Aquile Ferrara | Velodromo San Lorenzo (90 spett.)\| Arbitro: \| S. d'Amato \| |
| Arbitro:                           | S. d'Amato     |                                   |                |                                                               |

| Pescantina 16 marzo 2019, ore 20:20 | Mastini Verona | 20 – 13 (7-0 0-7 6-0 7-6) referto | Saints Padova | Velodromo San Lorenzo (100 spett.)\| Arbitro: \| Tomaz \| |
| Arbitro:                            | Tomaz          |                                   |               |                                                           |

| Ferrara 6 aprile 2019, ore 15:30 | Aquile Ferrara | 0 – 40 (0-10 0-7 0-6 0-17) referto | Mastini Verona | Mike Wyatt Field (75 spett.)\| Arbitro: \| B. Jovanovic \| |
| Arbitro:                         | B. Jovanovic   |                                    |                |                                                            |

| Castelfranco Veneto 13 aprile 2019, ore 21:00 | Cavaliers Castelfranco Veneto | 27 – 56 (0-7 7-14 7-21 13-14) referto | Mastini Verona | Cavaliers Arena (150 spett.)\| Arbitro: \| S. d'Amato \| |
| Arbitro:                                      | S. d'Amato                    |                                       |                |                                                          |

| Monfalcone 27 aprile 2019, ore 20:30 | Sentinels Isonzo | 20 – 38 (6-7 0-3 6-7 8-21) referto | Mastini Verona | Stadio O. Cosulich (196 spett.)\| Arbitro: \| B. Janovic \| |
| Arbitro:                             | B. Janovic       |                                    |                |                                                             |

| Cadoneghe 12 maggio 2019, ore 15:30 | Saints Padova | 21 – 20 (0-13 7-7 7-0 7-0) referto | Mastini Verona | Stadio Martin Luther King (50 spett.)\| Arbitro: \| S. d'Amato \| |
| Arbitro:                            | S. d'Amato    |                                    |                |                                                                   |

| Pescantina 25 maggio 2019, ore 20:30 | Mastini Verona | 48 – 12 (7-6 0-0 28-6 13-0) referto | Cavaliers Castelfranco Veneto | Velodromo San Lorenzo (60 spett.)\| Arbitro: \| S. Bernini \| |
| Arbitro:                             | S. Bernini     |                                     |                               |                                                               |

### Playoff
| Pescantina 8 giugno 2019, ore 20:45 | Mastini Verona | 35 – 0 (14-0 7-0 14-0 0-0) referto | Mastiffs Canavese | Velodromo San Lorenzo (150 spett.)\| Arbitro: \| Sala \| |
| Arbitro:                            | Sala           |                                    |                   |                                                          |

| Scandiano 15 giugno 2019, ore 20:30 | Hogs Reggio Emilia | 34 – 0 (14-0 13-0 7-0 0-0) referto | Mastini Verona | Stadio Andrea Torelli (200 spett.)\| Arbitro: \| Tomaz \| |
| Arbitro:                            | Tomaz              |                                    |                |                                                           |

## Statistiche di squadra
| Competizione | %Vittorie | In casa | In casa | In casa | In casa | In casa | In casa | In trasferta | In trasferta | In trasferta | In trasferta | In trasferta | In trasferta | Totale | Totale | Totale | Totale | Totale | Totale |
| Competizione | %Vittorie | G       | V       | !N      | P       | Pf      | Ps      | G            | V            | N            | P            | Pf           | Ps           | G      | V      | N      | P      | Pf     | Ps     |
| ------------ | --------- | ------- | ------- | ------- | ------- | ------- | ------- | ------------ | ------------ | ------------ | ------------ | ------------ | ------------ | ------ | ------ | ------ | ------ | ------ | ------ |
| Campionato   | .875      | 4       | 4       | 0       | 0       | 131     | 35      | 4            | 3            | 0            | 1            | 154          | 68           | 8      | 7      | 0      | 1      | 285    | 103    |
| Playoff      | .500      | 1       | 1       | 0       | 0       | 35      | 0       | 1            | 0            | 0            | 1            | 0            | 34           | 2      | 1      | 0      | 1      | 35     | 34     |
| Totale       | .800      | 5       | 5       | 0       | 0       | 166     | 35      | 5            | 3            | 0            | 2            | 154          | 102          | 10     | 8      | 0      | 2      | 320    | 137    |

## Statistiche personali

### Marcatori
| Giocatore    | Ruolo | TD rush | TD recv | TD int | TD p.ret | TD k.ret | TD oth | Xp1  | Xp2 | FG  | Saf | Totale |
| ------------ | ----- | ------- | ------- | ------ | -------- | -------- | ------ | ---- | --- | --- | --- | ------ |
| M. Savoia    |       | 11+2    | 2+0     | 0+0    | 0+0      | 0+0      | 0+0    | 0+0  | 0+1 | 0+0 | 0+0 | 92     |
| R. Brugali   |       | 0       | 7       | 0      | 0        | 0        | 0      | 0    | 0   | 0   | 0   | 42     |
| F. Marinelli |       | 6+1     | 0+0     | 0+0    | 0+0      | 0+0      | 0+0    | 0+0  | 0+0 | 0+0 | 0+0 | 42     |
| F. Mutascio  |       | 0+0     | 0+0     | 0+0    | 0+0      | 0+0      | 0+0    | 23+1 | 0+0 | 0+0 | 0+0 | 24     |
| E. Viviani   |       | 0+0     | 0+0     | 0+0    | 0+0      | 0+0      | 0+0    | 13+2 | 0+0 | 3+0 | 0+0 | 24     |
| P. Bozzini   |       | 3       | 0       | 0      | 0        | 0        | 0      | 0    | 0   | 0   | 0   | 18     |
| B. Escobar   |       | 0       | 3       | 0      | 0        | 0        | 0      | 0    | 0   | 0   | 0   | 18     |
| M. Ballciti  |       | 0       | 2       | 0      | 0        | 0        | 0      | 0    | 0   | 0   | 0   | 12     |
| Gennaro      |       | 2       | 0       | 0      | 0        | 0        | 0      | 0    | 0   | 0   | 0   | 12     |
| G. Pavoni    |       | 2       | 0       | 0      | 0        | 0        | 0      | 0    | 0   | 0   | 0   | 12     |
| A. Bonacci   |       | 1       | 0       | 0      | 0        | 0        | 0      | 0    | 0   | 0   | 0   | 6      |
| C. Carminati |       | 1       | 0       | 0      | 0        | 0        | 0      | 0    | 0   | 0   | 0   | 6      |
| M. Merlino   |       | 0+0     | 0+0     | 0+0    | 0+1      | 0+0      | 0+0    | 0+0  | 0+0 | 0+0 | 0+0 | 6      |
| Podavitte    |       | 0+0     | 0+1     | 0+0    | 0+0      | 0+0      | 0+0    | 0+0  | 0+0 | 0+0 | 0+0 | 6      |

### Passer rating
| Giocatore    | G   | Att   | Comp | Int | Yds   | TD  | NFL    | NCAA   |
| ------------ | --- | ----- | ---- | --- | ----- | --- | ------ | ------ |
| C. Carminati | 6   | 107   | 38   | 5   | 542   | 13  | 72,90  | 108,81 |
| G. Pavoni    | 2+2 | 20+20 | 4+3  | 1+5 | 55+22 | 1+0 | 8,33   | 11,92  |
| P. Bozzini   | 0+1 | 0+2   | 0+2  | 0+0 | 0+34  | 0+1 | 158,33 | 407,80 |
| Team         | 1   | 0     | 0    | 0   | -14   | 0   |        |        |